# Виницки национален медицински университет
Виницки национален медицински университет „Николай Пирогов“ (на украински: Вінницький національний медичний університет імені Миколи Пирогова) е висше медицинско училище, основано през 1921 г. в град Виница, Украинска ССР. Преди това се е наричал Виницки фармацевтичен институт (1921), Виницки филиал на Общоукраинския институт за дистанционно обучение (1930), Виницки индивидуален медицински институт (1932), Виницки медицински институт (1934). Неговият адрес е на булевард „Пирогов“ № 56.
От 1960 г. университета носи името на Николай Пирогов, през 1984 г. получава наградата „Орден на честта“. През 1994 г. Медицински институт „Виница“ е сертифициран и акредитиран на IV ниво на акредитация и получава статута на университет. Националният статут на университета е придобит през 2002 г.
Ректор на университета е Василий Максимович Мороз.

## Факултети и структурни подразделения
- Факултет по следдипломно образование
- Подготвителен факултет за чуждестранни граждани
- Фармацевтичен факултет (фармация, клинична фармация)
- Стоматологичен факултет (стоматология)
- Медицински факултет № 1 (медицински въпроси)
- Медицински факултет № 2 (педиатрия, медицинска психология)
- Център за нови информационни технологии
- Изследователски център, състоящ се от 7 изследователски лаборатории и експериментална клиника (вивариум)
- Отделения, осигуряващи функционирането на университетските улеснения, условията на труд на университетския персонал и живота на студентите в общежитията
- Библиотека с 6 лицензирани лаборатории

## Катедри
- Катедра по украинознание
- Катедра по природни науки ФИГ
- Катедра по фармацевтична химия
- Катедра по фармация
- Катедра по физическо възпитание
- Катедра по медицина при бедствия и военна медицина
- Катедра по оперативна хирургия и топографска анатомия
- Катедра по патологична физиология
- Катедра по медицинска физика
- Катедра по философия
- Катедра по социални науки
- Катедра по чужди езици
- Катедра по биохимия и обща химия
- Катедра по хистология
- Катедра по микробиология
- Катедра по обща хигиена и екология
- Катедра по социална медицина и здравеопазване
- Катедра по нормална анатомия
- Катедра по нормална физиология
- Катедра по патологична анатомия и съдебна медицина с курс по основните закони
- Катедра по фармакология
- Катедра по клинична фармация и клинична фармакология
- Катедра по медицинска биология
- Катедра по медицинска психология и психиатрия
- Катедра по хирургична стоматология
- Катедра по детска стоматология
- Катедра по ортопедична стоматология
- Катедра по терапевтична стоматология
- Катедра по детска хирургия
- Катедра по вътрешна и семейна медицина
- Катедра по ендокринология
- Катедра по фтизиатрия
- Катедра по нервни заболявания с курс по неврохирургия
- Катедра по психиатрия
- Катедра по пропедевтика на детските болести и грижите за болни деца
- Катедра по инфекциозни болести
- Катедра по по ортопедия и травматология
- Катедра по онкология, радиационна диагностика и радиационна терапия
- Катедра по кожни и венерически болести
- Катедра по акушерство и гинекология № 1
- Катедра по акушерство и гинекология № 2
- Катедра по детските инфекциозни болести
- Катедра по педиатрия № 1
- Катедра по педиатрия № 2
- Катедра по очни заболявания
- Катедра по оториноларингология
- Катедра по хирургия на Медицинския факултет № 2
- Катедра по хирургия № 1
- Катедра по хирургия № 2
- Катедра по обща хирургия
- Катедра по вътрешна медицина на Медицинския факултет № 2
- Катедра по вътрешна медицина № 1
- Катедра по вътрешна медицина № 2
- Катедра по вътрешна медицина № 3
- Катедра по пропедевтика на вътрешната медицина